# المعيملة (الديس)
'

تعديل مصدري - تعديل

المعيملة هي إحدى قرى عزلة الديس بمديرية الديس التابعة لمحافظة حضرموت، بلغ تعداد سكانها 360 نسمة حسب تعداد اليمن لعام 2004.